# Venijnboom van Llangernyw

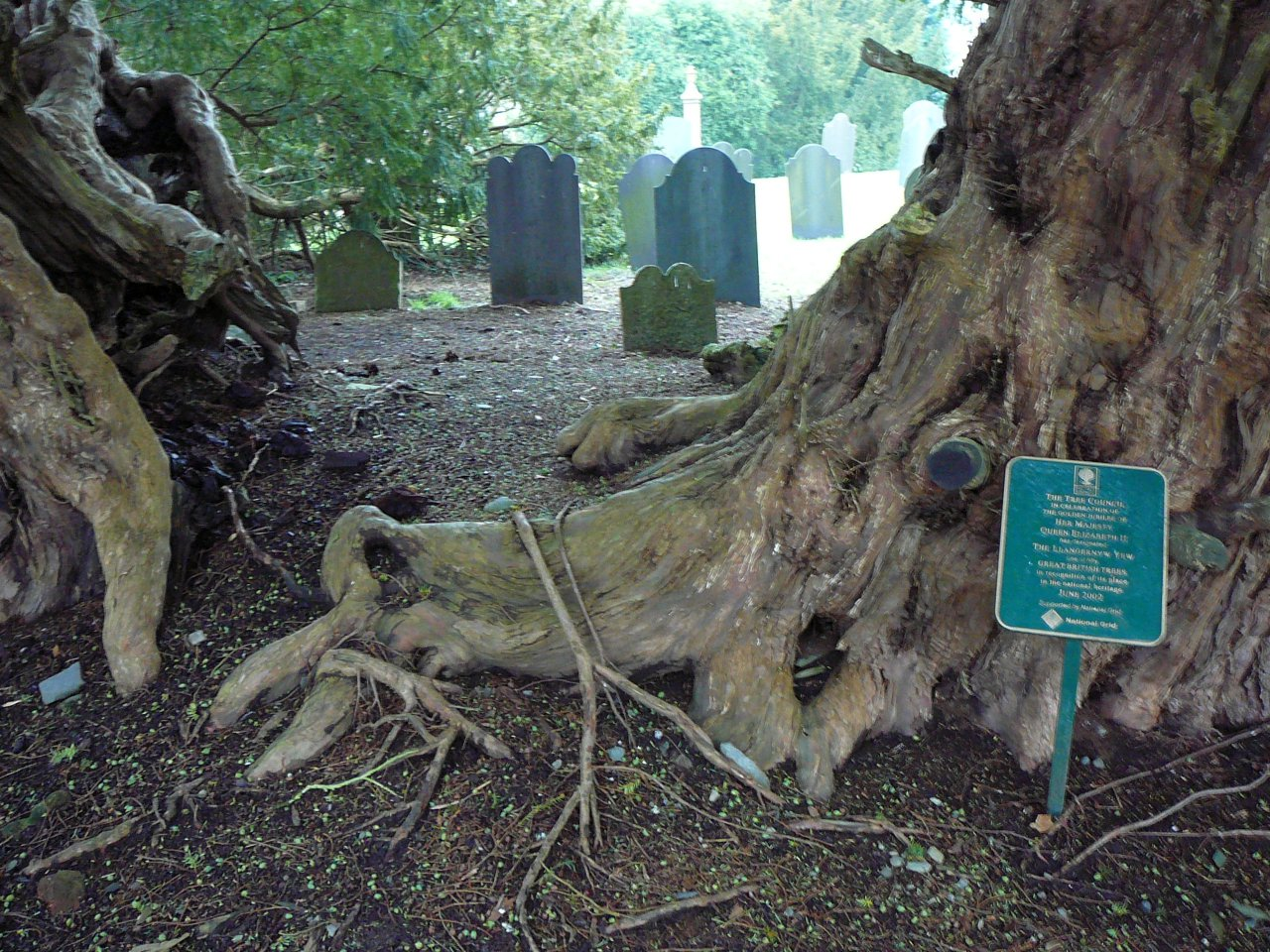
De gespleten stam van de boomn

De venijnboom van Llangernyw wordt beschouwd als de oudste boom van Wales. Het is een oude venijnboom die op het kerkhof van de St. Digainskerk in Llangernyw staat.
De boom heeft een gespleten stam, deels zo gegroeid door de ongelukkige plaatsing van een stooktank. Deze werd verwijderd toen men na onderzoek de leeftijd van de boom te weten kwam. Dendrologen schatten de leeftijd van deze taxus op 4000 à 5000 jaar. Het is het op twee na oudste levende organisme dat op de aarde leeft. Ondanks de gespleten stam is de boom gezond en groeit hij vredig verder.